# Агурбаш Анжеліка Анатоліївна
Анжеліка Анатоліївна Агурбаш (біл. Анжаліка Анатольеўна Агурбаш, до шлюбу Ялинська; нар. 17 травня 1970, Мінськ, СРСР) — радянська та білоруська співачка, нині живе та виступає в Росії. Народна артистка Білорусі (2016). Закінчила Білоруську державну академію мистецтв. Представляла Білорусь на Євробаченні-2005. 

## Життєпис
Народилася 17 травня 1970 року в Мінську. 1988 року здобула титул «Міс Білорусь» під час навчання в Білоруській академії мистецтв. З 1990 до 1995 року входила до складу ансамблю «Вераси». 
Після того, як покинула ансамбль, випустила значну кількість хітів та три альбоми — «Бумажная луна», «Ночь без сна», «Для тебя». Представляла Білорусь на Євробаченні-2005. Пісня, з якою вона виступала, «Love me tonight», до фіналу не ввійшла, посівши 13-е місце в півфіналі.

## Громадянська позиція
У серпні 2020 року підтримала протести в Білорусі та кандидатку в президенти Світлану Тихановську, взяла участь в акціях солідарності з протестувальниками в Москві.
У травні 2021 року Генпрокуратура Білорусі порушила проти Агурбаш кримінальні справи за ч.5 ст.130 (розпалювання ворожнечі) та ч.2 ст.368 (образа президента) КК Білорусі. У червні 2021 року Генпрокуратура Білорусі направила Генпрокуратурі Росії прохання про її видачу для притягнення її до відповідальності. Агурбаш може загрожувати до 12 років ув'язнення. На своїй сторінці в Instagram вона повідомила, що нині щодо неї «триває екстрадиційна перевірка».

## Дискографія
- 1995 — «Бумажная луна»
- 1997 — «Ночь без сна»
- 1999 — «Для тебя»
- 2001 — «Прощальный поцелуй»
- 2002 — «Лучшие песни»
- 2005 — «Правила любви»
- 2005 — «Беларусачка»
- 2007 — «Я буду жить для тебя»
- 2009 — «Любовь! Любовь? Любовь…»
- 2010 — «Grand Collection»
- 2012 — «Ты не знал меня такой»